# Gentiane acaule
Gentiana acaulis
Espèce
Classification phylogénétique
Statut de conservation UICN

 LC  : Préoccupation mineure
Gentiana acaulis, la Gentiane acaule, est une plante herbacée vivace de la famille des Gentianacées. Le terme acaule signifie 'sans tige', ses feuilles sont donc basales, ce qui n'exclut pas la présence d'un pédoncule (elle serait sinon qualifiée de gentiane sessile) comme l'illustre le dessin ci-contre.
Plante calcicole, elle est peut être confondue avec la Gentiane de Koch (Gentiana kochiana), calcifuge.
Parfois considérée par certains d'auteurs comme synonyme.
Les grandes fleurs bleu foncé apparaissent de mai à juin. 
Au jardin, cette espèce n'est pas facile à entretenir. Elle exige un emplacement ensoleillé et un sol perméable, argilo-tourbeux et calcaire.

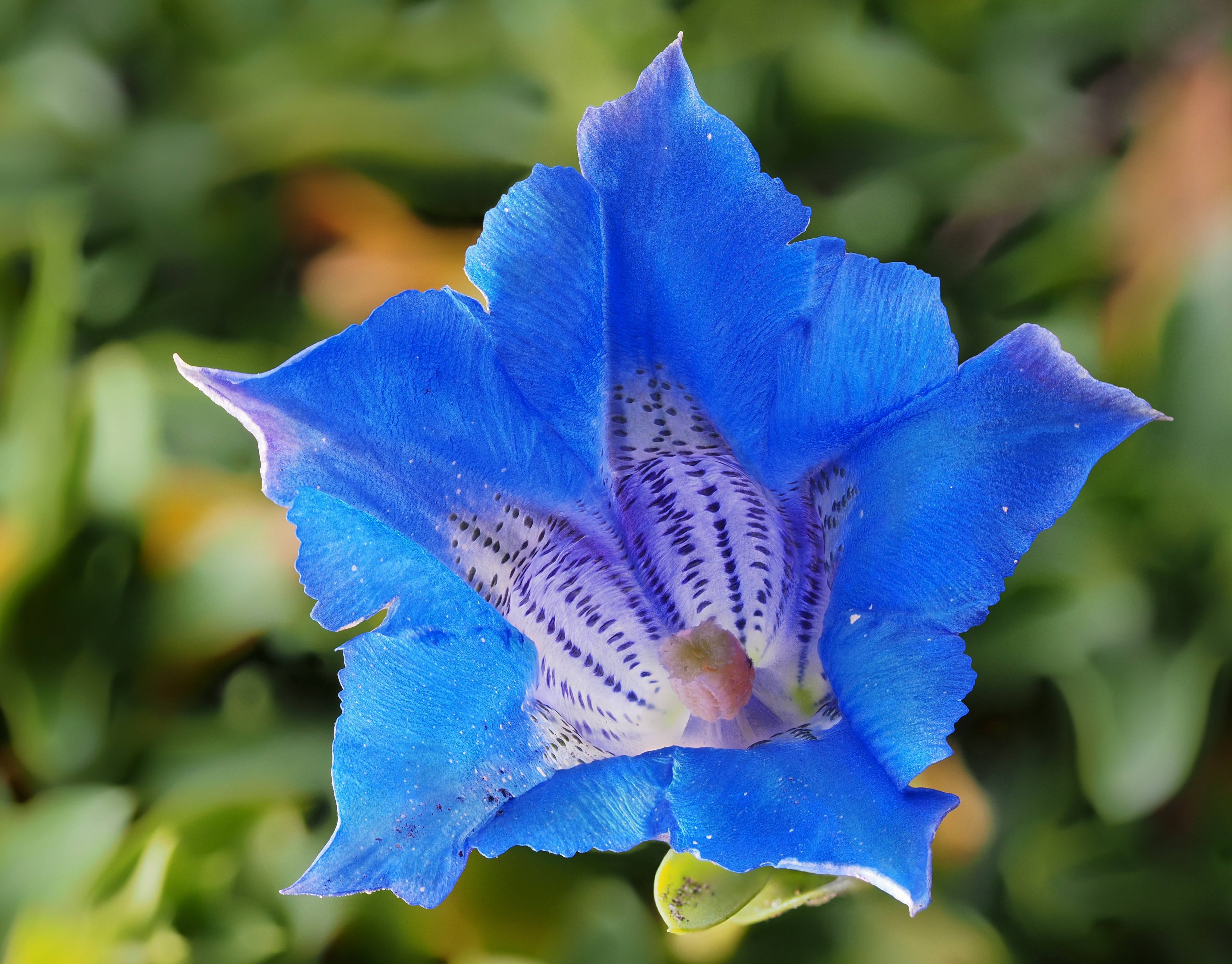
Fleur de gentiane acaule.
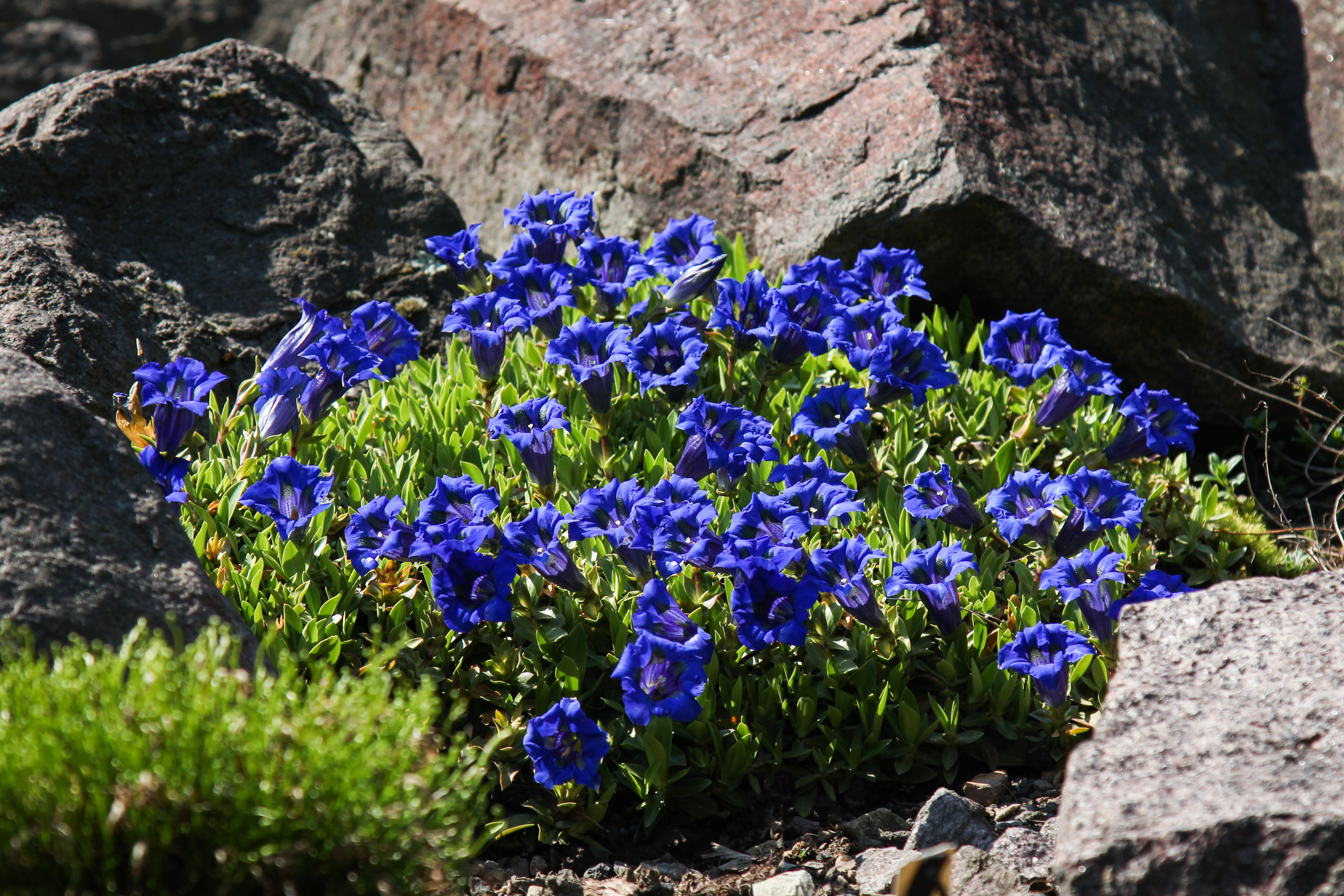
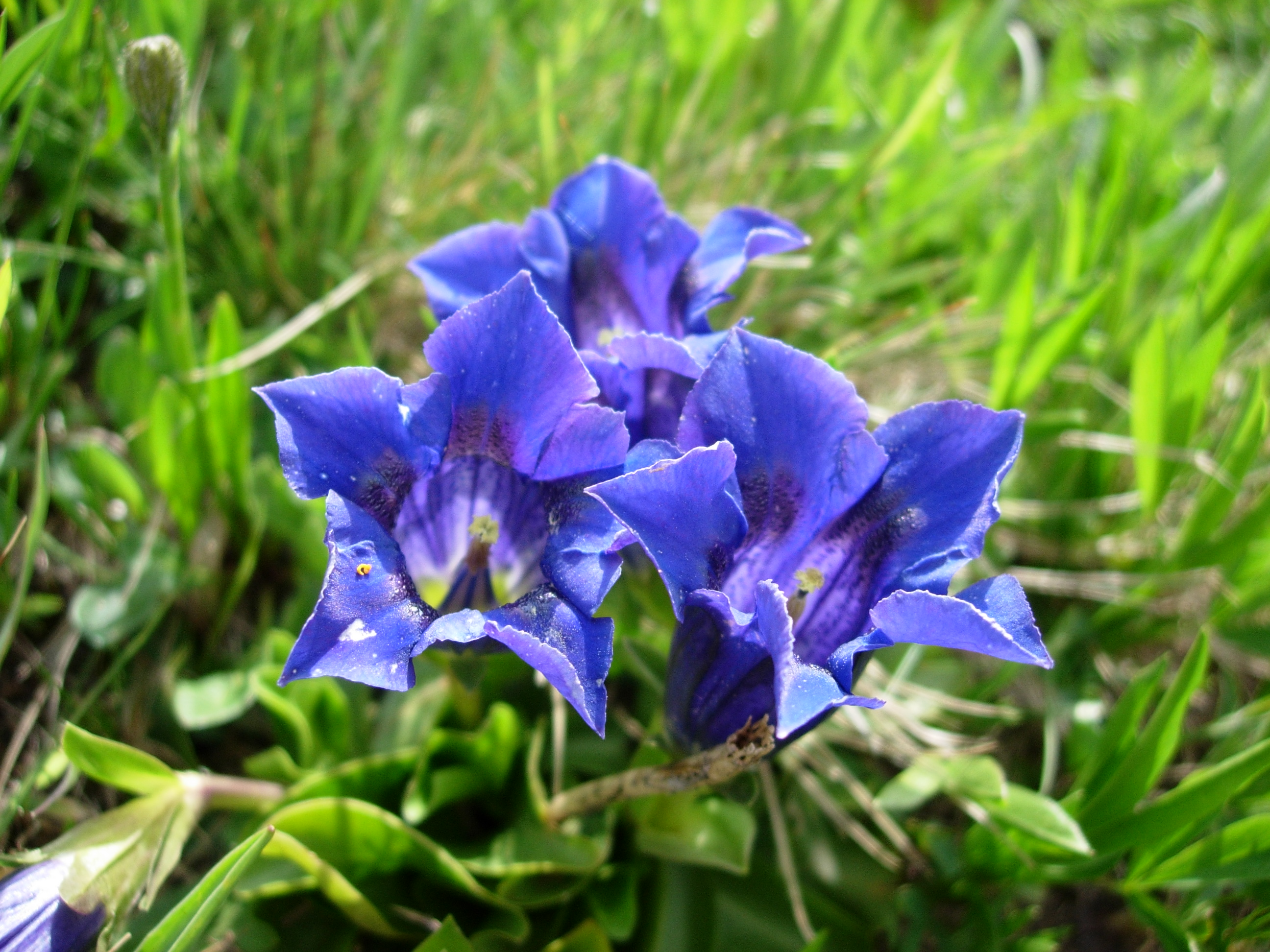